# إرماك أيتوك
إرماك أيتوك (بالتركية: Irmak Atuk)‏ وهي ممثلة وعارضة أزياء تركية ولدت في يوم 24 تشرين الثاني 1985 في مدينة إزمير في تركيا واختيرت في 2002 أفضل عارضة أزياء في تركيا.

## روابط خارجية
- إرماك أيتوك على موقع IMDb (الإنجليزية)